# Weird Science (singolo)
Weird Science è un singolo del gruppo musicale britannico Does It Offend You, Yeah?, pubblicato il 7 maggio 2007 come primo estratto dal primo album in studio You Have No Idea What You're Getting Yourself Into.

## Tracce
12" promozionale (Regno Unito)
1. Weird Science – 5:02

7" (Regno Unito)
- Lato A

1. Weird Science – 5:02

- Lato B

1. Weird Science (Stopnik's Live Version) – 4:10

## Formazione
- James Rushent – basso, sintetizzatore
- Morgan Quaintance – chitarra, sintetizzatore
- Dan Coop – sintetizzatore
- Rob Bloomfield – batteria